# ایرتیش ۱۴۶۱۲
سیارک ۱۴۶۱۲ (به انگلیسی: 14612 Irtish، نامگذاری:1998SG164) چهارده هزار و ششصد و دوازدهمین سیارک کشف شده‌است که در ۱۸ سپتامبر ۱۹۹۸ کشف شد.
قدر مطلق سیارک برابر ۴۶.۷ است.